# Pàvel Aleksàndrov
|  | No s'ha de confondre amb Aleksandr Danílovitx Aleksàndrov. |

Pàvel Aleksàndrov (rus: Павел Сергеевич Александров)  (Noguinsk, 25 d'abril de 1896 (Julià) - Moscou, 16 de novembre de 1982), nom complet amb patronímic Pàvel Serguéievitx Aleksàndrov, de vegades transliterat com a Alexandroff, fou un matemàtic soviètic.
Aleksàndrov era fill d'un metge cirurgià i va ser educat en una família ben situada cultural i econòmicament. Tot i haver nascut a l'óblast de Moscou, a la població de Noginsk, va passar la infància i adolescència a Smolensk, on el seu pare era cirurgià de l'hospital estatal durant molts anys, amb una excel·lent reputació. El 1913 va ingressar a la Universitat de Moscou, on va ser deixeble de Nikolai Luzin. El 1915 ja havia fet la seva primera demostració important: que un conjunt de Borel no numerable sempre conté un subconjunt perfecte. Animat per aquest resultat, Luzin li va demanar que provés de demostrar la hipòtesi del continu i, desanimat pel seu fracàs, va deixar les matemàtiques i va abandonar Moscou i se'n va anar cap a Txernígov (actual Txerníhiv, Ucraïna) on es va bellugar en els ambients musicals i teatrals de la ciutat fins que va fer-se productor teatral. Després d'haver estat breument empresonat el 1919 pels russos blancs, el 1920 es va reincorporar a la universitat de Moscou, on es va unir al grup de recerca anomenat Luzitània.
L'any següent va començar a fer classes a la universitat com assistent i es va casar amb Ekaterina Eiges, de la qual es va separar el 1924. Aquest mateix any de 1924 va morir ofegat a França el seu col·lega Pàvel Urysohn amb qui havia treballat intensament els estius anteriors, viatjant per les universitats europees i gaudint de la seva afició compartida per la natació. A la universitat de Göttingen va conèixer el matemàtic alemany Heinz Hopf amb qui va mantenir una amistat duradora. Tots dos van estar el curs 1927-28 a la universitat de Princeton amb una beca Rockefeller. El 1935 van publicar el seu influent llibre Topologie, primer volum d'un tractat que n'havia de tenir tres, però que la guerra va impedir de continuar. A partir de 1929 va ser professor titular de la universitat de Moscou. Aquest any comença la seva relació amb Andrei Kolmogórov amb qui posseïen una casa a la vila de Komarovka (al nord de Moscou) on es van fer moltes reunions importants de matemàtics europeus.
El 1936 va tenir un paper clau, juntament amb Kolmogórov i altres matemàtics, en el procés contra el seu mestre Nikolai Luzin, acusant-lo de plagi, de traïció als principis soviètics, de ser el responsable de la mort de Mijail Suslin, de publicar en idiomes estrangers els seus resultats més importants, etc. Luzin va ser condemnat finalment al ostracisme. Probablement s'hi va veure obligat per les autoritats estalinistes que l'amenaçaven en fer pública la seva relació homosexual amb Kolmogórov.
L'any 1939 es va incorporar a l'Institut Steklov de Matemàtiques de l'Acadèmia Soviètica de Ciències, tot continuant fent classes a la universitat de Moscou. Durant la Segona Guerra Mundial, l'Institut va ser traslladat a Kazan on, el 1943, tan ell com Kolmogórov van participar en els actes del 150é aniversari de Lobatxevski. El 1954 va inaugurar un nou seminari dedicat a la topologia i destinat als estudiants de primer any. Va morir a Moscou el 1982.
Durant la seva llarga carrera, Aleksàndrov va publicar uns tres-cents treballs científics. Els seus descobriments més notables van ser en els camps de la topologia i de la teoria de funcions de variable real. El 1924 va introduir el concepte de recobriment localment finit i en els anys 1940's va descobrir els ingredients del nucli d'un homomorfisme. Alexàndrov va rebre nombrosos premis i distincions, va ser membre de moltes acadèmies i societats científiques, va ser editor de diverses revistes científiques i també va ser president de la Societat Matemàtica de Moscou des de 1932 fins a 1964.